# Liste des députés européens de Roumanie de la 9e législature

Cet article présente la liste des députés européens de Roumanie élus lors des élections européennes de 2019 en Roumanie.

## Députés européens élus en 2019
| Nom                   | Parti | Parti                                               | Groupe parlementaire européen |
| --------------------- | ----- | --------------------------------------------------- | ----------------------------- |
| Clotilde Armand       |       | Union sauvez la Roumanie                            | Renew Europe                  |
| Carmen Avram          |       | Parti social-démocrate                              | S&D                           |
| Traian Băsescu        |       | Parti Mouvement populaire                           | PPE                           |
| Dragoș Benea          |       | Parti social-démocrate                              | S&D                           |
| Vasile Blaga          |       | Parti national libéral                              | PPE                           |
| Rareș Bogdan          |       | Parti national libéral                              | PPE                           |
| Vlad Botoș            |       | Union sauvez la Roumanie                            | Renew Europe                  |
| Daniel Buda           |       | Parti national libéral                              | PPE                           |
| Cristian Bușoi        |       | Parti national libéral                              | PPE                           |
| Dacian Cioloș         |       | Parti de la liberté, de l'unité et de la solidarité | Renew Europe                  |
| Tudor Ciuhodaru       |       | Parti social-démocrate                              | S&D                           |
| Corina Crețu          |       | Pro Romania                                         | S&D                           |
| Gheorghe Falcă        |       | Parti national libéral                              | PPE                           |
| Cristian Ghinea       |       | Union sauvez la Roumanie                            | Renew Europe                  |
| Maria Grapini         |       | Parti social-démocrate                              | S&D                           |
| Mircea Hava           |       | Parti national libéral                              | PPE                           |
| Claudiu Manda         |       | Parti social-démocrate                              | S&D                           |
| Marian-Jean Marinescu |       | Parti national libéral                              | PPE                           |
| Dan-Ştefan Motreanu   |       | Parti national libéral                              | PPE                           |
| Siegfried Mureșan     |       | Parti national libéral                              | PPE                           |
| Victor Negrescu       |       | Parti social-démocrate                              | S&D                           |
| Dan Nica              |       | Parti social-démocrate                              | S&D                           |
| Dragoș Pîslaru        |       | Parti de la liberté, de l'unité et de la solidarité | Renew Europe                  |
| Rovana Plumb          |       | Parti social-démocrate                              | S&D                           |
| Nicolae Ștefănuță     |       | Union sauvez la Roumanie                            | Renew Europe                  |
| Ramona Strugariu      |       | Parti de la liberté, de l'unité et de la solidarité | Renew Europe                  |
| Chris Terheș          |       | Parti social-démocrate                              | S&D                           |
| Eugen Tomac           |       | Parti Mouvement populaire                           | PPE                           |
| Dragoș Tudorache      |       | Parti de la liberté, de l'unité et de la solidarité | Renew Europe                  |
| Mihai Tudose          |       | Pro Romania                                         | S&D                           |
| Gheorghe-Vlad Nistor  |       | Parti national libéral                              | PPE                           |
| Loránt Vincze         |       | Union démocrate magyare de Roumanie                 | PPE                           |
| Iuliu Winkler         |       | Union démocrate magyare de Roumanie                 | PPE                           |

## Entrants et sortants
| Entrant              | Parti                                               | Groupe       | En remplacement de | Date             | Motif                                |
| -------------------- | --------------------------------------------------- | ------------ | ------------------ | ---------------- | ------------------------------------ |
| Victor Negrescu      | Parti social-démocrate                              | S&D          | Siège vacant.      | 1er février 2020 | Redistribution des sièges du Brexit. |
| Gheorghe-Vlad Nistor | Parti national libéral                              | PPE          | Adina-Ioana Vălean | 2 décembre 2019  | Nomination à la Commission           |
| Vlad Gheorghe        | Union sauvez la Roumanie                            | Renew Europe | Clotilde Armand    | 10 novembre 2020 | Cumul des mandats                    |
| Alin Mituța          | Parti de la liberté, de l'unité et de la solidarité | Renew Europe | Cristian Ghinea    | 28 décembre 2020 | Nomination au gouvernement           |

## Changement d'affiliation
| Membre | Parti  | Parti   | Groupe | Groupe  | Date |
| Membre | Ancien | Nouveau | Ancien | Nouveau | Date |
| ------ | ------ | ------- | ------ | ------- | ---- |